# Mondeville (Calvados)
Mondeville ist eine französische Gemeinde mit 10.286 Einwohnern (Stand: 1. Januar 2022) im Département Calvados in der Region Normandie. Sie gehört zum Arrondissement Caen und zum Kanton Ifs. Die Einwohner werden als Mondevillais bezeichnet.

## Geografie
Mondeville liegt an der Orne direkt östlich von Caen und kann daher als ein Vorort dessen gesehen werden. Umgeben wird die Gemeinde zudem von Hérouville-Saint-Clair im Norden, Colombelles im Nordosten, Giberville im Osten, Cagny im Südosten, Grentheville im Süden sowie Cormelles-le-Royal in südwestlicher Richtung.

## Geschichte
Gegen Ende des ersten Jahrtausends unserer Geschichtsschreibung taucht die heutige Stadt Mondeville urkundlich erstmals als Amundivilla auf. Der Name geht auf ein als villa bezeichnetes landwirtschaftliches Besitztum eines skandinavischen Kirchenherren mit Namen Amund von der Abtei Fécamp zurück, der diese am 15. Juni 989 von Richard I. erhielt, der zu jener Zeit Duc der Normandie war. Ausgrabungen haben allerdings auch Reste einer merowingischen Siedlung zu Tage gefördert.
Im Mittelalter lag Mondeville an der Römerstraße von Lisieux nach Vieux.

### Bevölkerungsentwicklung
| Jahr                              | 1793 | 1836 | 1876 | 1926  | 1946  | 1968  | 1999   | 2019 |
| Einwohner                         | 662  | 946  | 956  | 2.628 | 4.982 | 9.788 | 10.428 | 9973 |
| Quellen: Cassini, EHESS und INSEE |      |      |      |       |       |       |        |      |

## Sehenswürdigkeiten
- Kirche Notre-Dame-des-Prés aus dem 12./13. Jahrhundert, seit 1913 Monument historique[2]
- Pfarrkirche Sainte-Marie-Madeleine-Postel
- Kapelle Notre-Dame-des-Travailleurs
- Schloss Bellemaist aus dem 17. Jahrhundert
- Schloss Vast von 1680
- Schloss Valleuil

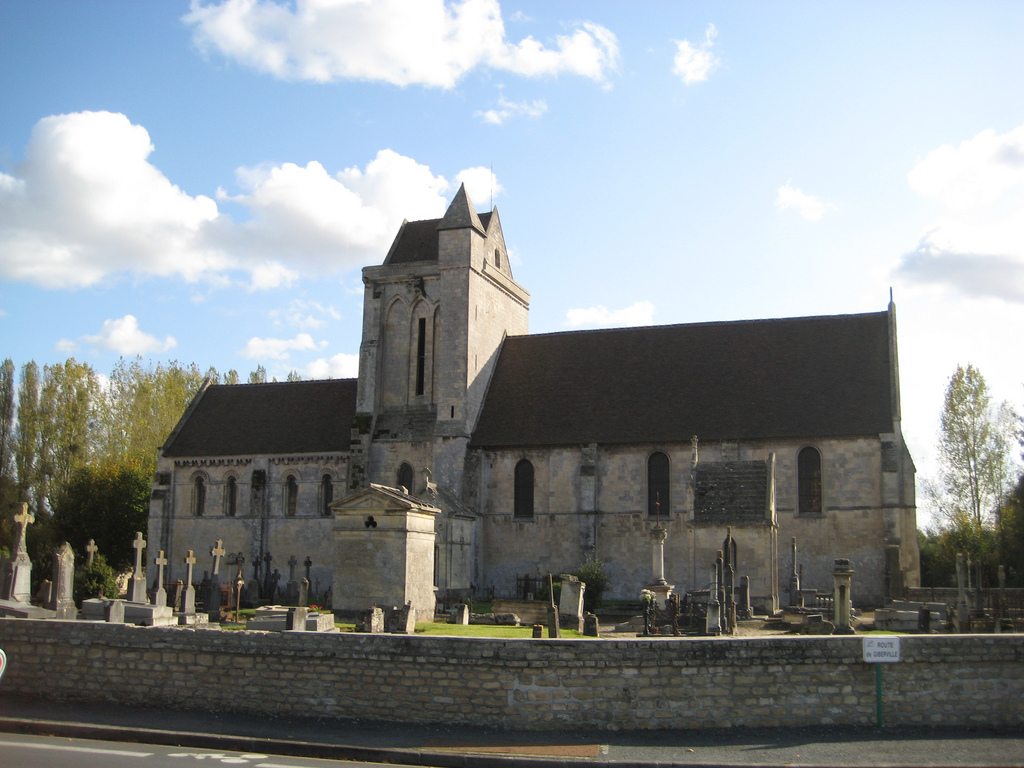
Kirche Notre-Dame-des-Prés
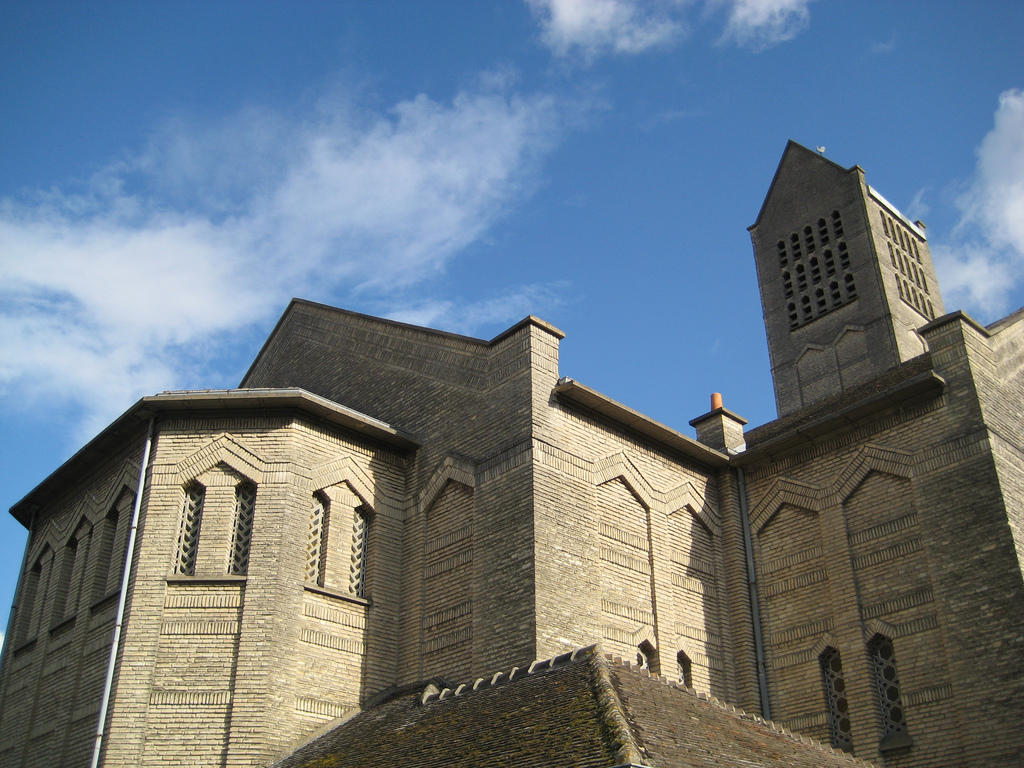
Kirche Sainte-Marie-Madeleine-Postel
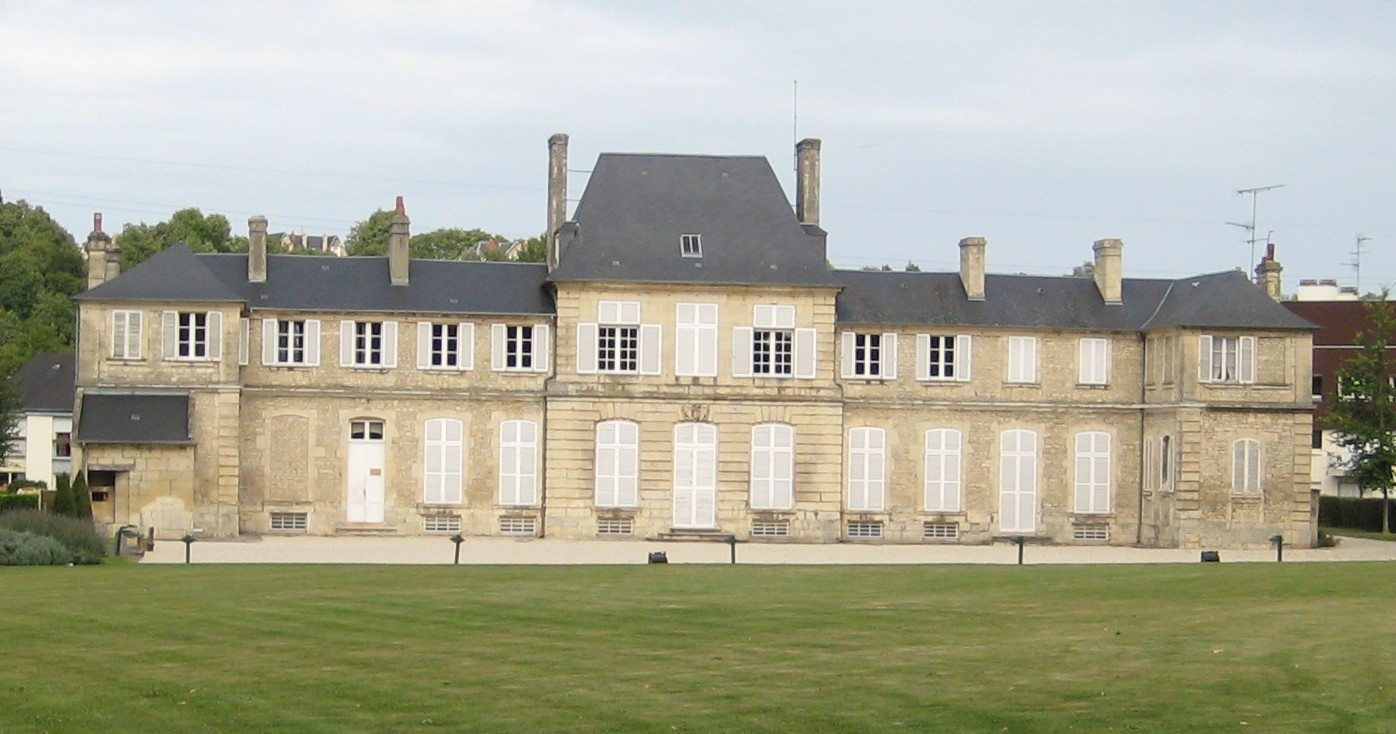
Schloss Bellemaist

## Gemeindepartnerschaften
- Helmstedt, Deutschland
- Northam, Vereinigtes Königreich